# Mișca
Mișca é uma comuna romena localizada no distrito de Arad, na região histórica da Transilvânia. A comuna possui uma área de 108.28 km² e sua população era de 3652 habitantes segundo o censo de 2007.